# Kulpmont
Kulpmont es un borough ubicado en el condado de Northumberland en el estado estadounidense de Pensilvania. En el año 2000 tenía una población de 2.985 habitantes y una densidad poblacional de 1,226.1 personas por km².

## Geografía
Kulpmont se encuentra ubicado en las coordenadas 40°47′35″N 76°28′24″O / 40.79306, -76.47333.

## Demografía
Según la Oficina del Censo en 2000 los ingresos medios por hogar en la localidad eran de $29,263 y los ingresos medios por familia eran $34,674. Los hombres tenían unos ingresos medios de $26,679 frente a los $22,075 para las mujeres. La renta per cápita para la localidad era de $16,033. Alrededor del 9.8% de la población estaba por debajo del umbral de pobreza.